# Calze de Derrynaflan
El calze de Derrynaflan és un calze elaborat al s. IX de en època de la cultura celta irlandesa (edat mitjana), i és una de les peces destacades d'aquesta cultura. Es troba exposada de manera permanent al Museu Nacional d'Irlanda de Dublín.
El calze fou trobat per Michael Webb i el seu fill Michael l'any 1980, al costat d'un colador-cullera i una patena (denominats Tresor de Derrynaflan), mentre feien una recerca d'objectes amb un detector de metalls, a 20 m d'una abadia en ruïnes situada a l'illa de Derrynaflan, a 6 km del petit poble de Killenaule, pertanyent al comtat de Tipperary, Irlanda.

## Característiques
- Material: bronze, algeps.
- Altura: 19,2 cm.
- Diàmetre: 21 cm.